# Gilltuna
Gilltuna är en stadsdel i det administrativa bostadsområdet Skälby i Västerås, c:a 10 km väster om centrum.
Gilltuna domineras av Truck Stop som invigdes i oktober 2016. Det är en anläggning för rast och vila för lastbilschaufförer. Där finns parkeringsplatser för lastbilar, både inhägnat och öppet, toaletter, drivmedel, och en lastbilsserviceanläggning. Området ägs och sköts av lastbilsfirman Arver Västerås. Restaurang kommer att öppnas sent 2016.
Området avgränsas av E18, Västerleden och gränsen mot Långängarna
Området gränsar i norr till E18, i öster till Skälby och i söder till Långängarna.